# Judith Barsi
Judith Eva Barsi (ur. 6 czerwca 1978 w Burbank, zm. 25 lipca 1988 w Los Angeles) – amerykańska aktorka dziecięca. Występowała w reklamach, serialach, filmach kinowych i telewizyjnych. Jej najważniejsze role to Kaczusia w filmie Pradawny ląd i Anne-Marie w Wszystkie psy idą do nieba. Została zamordowana wraz z matką przez swojego ojca.

## Życie i kariera
Judith Barsi była jedynym dzieckiem węgierskich emigrantów Jozsefa Barsi i Marii Virovacz, którzy przybyli do Los Angeles w czasie powstania węgierskiego w 1956. Matka zaczęła uczyć Judith właściwej wymowy i postawy ciała już w wieku trzech lat w nadziei, że pewnego dnia córka zostanie aktorką. Gdy dziewczynka miała pięć lat, została zauważona na miejskim lodowisku przez ekipę telewizyjną. Wkrótce otrzymała swoją pierwszą rolę w reklamie soku pomarańczowego Donald Duck, od której rozpoczęła się jej kariera. Dochody Judith, szacowane na 100 000 dolarów rocznie, pozwoliły rodzinie przenieść się w 1985 roku do nowego, większego domu. Z powodu drobnej budowy ciała, która była według jej agentki Ruth Hansen jedną z przyczyn aktorskiego sukcesu, dziewczynka przyjmowała zastrzyki hormonalne. W dniu dziesiątych urodzin miała 112 cm wzrostu. Judith wystąpiła łącznie w 72 reklamach telewizyjnych (m.in. McDonalds, IBM, Lay’s, Campbell Soup Company, Toys „R” Us), kilkunastu odcinkach seriali i kilku filmach kinowych i telewizyjnych.

Kaczusię zagrała Judith Barsi, która użyczyła także głosu Anne-Marie, małej dziewczynce z Wszystkie psy idą do nieba. Była zdumiewająca. Rozumiała ustne instrukcje, nawet dla najbardziej wymyślnych sytuacji. Uwielbialiśmy z nią pracować.

Judith była śliczną, młodą dziewczyną, która miała przed sobą całe życie. Była jedną z tych, które chcesz przytulić, gdy tylko je zobaczysz.

## Nadużycia władzy rodzicielskiej
Rodzice Judith poznali się w restauracji w Los Angeles, dobrze znanej jako miejsce spotkań imigrantów, w której Maria pracowała jako kelnerka. Jozsef był hydraulikiem, miał problemy z alkoholem, został trzykrotnie aresztowany za prowadzenie samochodu w stanie nietrzeźwym. W pierwszych latach małżeństwa byli szczęśliwą parą, wkrótce jednak Jozsef stał się zazdrosny o sukcesy córki. Gdy Judith przygotowywała się do wyjazdu na Bahamy na plan filmu Szczęki 4: Zemsta, ojciec wszedł do jej sypialni, zamknął drzwi i przystawił jej nóż kuchenny do szyi mówiąc: „jeśli nie wrócisz po zakończeniu zdjęć, poderżnę ci gardło”. Wróciła po dwóch miesiącach, ale atmosfera rodzinna nie poprawiła się. Coraz częściej zdarzały się domowe kłótnie, ojciec Judith nazywał ją „rozpieszczonym bachorem”. Samopoczucie Judith zaczęło się pogarszać, nie była już „pełną życia, szczęśliwą dziewczynką”. Nie mogąc poradzić sobie z domowym stresem Judith wyrywała brwi i wąsy kotom. Jozsef wielokrotnie groził, że zabije swoją żonę, czasami mówił, że zabije siebie i córkę, aby Maria cierpiała. W grudniu 1986 Maria złożyła doniesienie na męża, oskarżając go o przemoc psychiczną i fizyczną. Jednak gdy policja nie znalazła widocznych obrażeń, kobieta wycofała oskarżenie.

Boję się wracać do domu. Tata ma zły humor. Pije każdego dnia, wiem też, że chce zabić mamę.

Gdy w maju 1988 Ruth Hansen zauważyła, w jak złym stanie jest dziewczynka – płakała histerycznie, nie była w stanie mówić – zasugerowała Marii zabranie córki do psychologa. Ten niezwłocznie skierował ją do Children's Services. Nie otrzymawszy pomocy ze strony organizacji rządowych, Maria wynajęła mieszkanie w Panorama City, gdzie chciała przenieść się z Judith. Hansen namawiała ją do jak najszybszej separacji i rozwodu z mężem, jednak w lipcu Maria stwierdziła, że nie chce stracić swojego domu, który był owocem jej zaangażowania w karierę córki.

## Śmierć
Judith była widziana po raz ostatni rankiem 25 lipca 1988, kiedy jeździła na rowerze po swojej ulicy. Tego samego dnia nie pojawiła się na zaplanowanym przesłuchaniu do roli w nowej produkcji studia Hanna-Barbera. 27 lipca o godzinie 8:30 sąsiedzi usłyszeli wybuch i zobaczyli dym unoszący się znad posesji. Jeden z nich przed przyjazdem strażaków próbował gasić płomienie za pomocą węża ogrodowego. Po opanowaniu pożaru w domu znaleziono zwłoki całej rodziny – ciało Judith w jej własnym łóżku, Marii w przedpokoju, a Jozsefa w garażu. Śledczy ustalili, że Jozsef Barsi wieczorem 25 lipca zastrzelił żonę i córkę z broni kaliber 7,65 mm, przez niemal dwa dni przebywał w domu, po czym 27 lipca oblał siebie oraz ciała żony i córki benzyną, podpalił dom i popełnił samobójstwo, strzelając do siebie z broni palnej.

## Pogrzeb i hołd

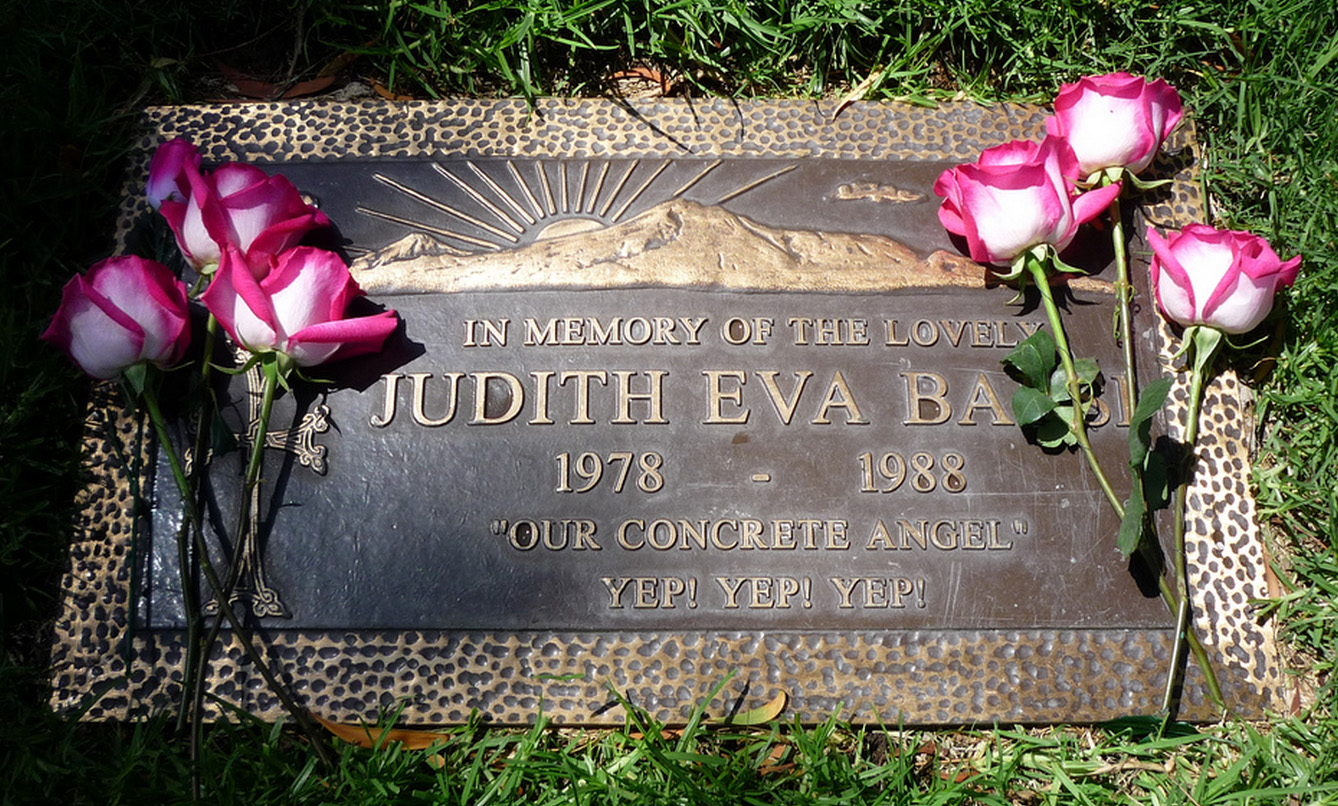
Płyta nagrobna

Pogrzeb odbył się 9 sierpnia 1988 roku, Judith została pochowana razem z matką w nieoznakowanych grobach na cmentarzu Forest Lawn – Hollywood Hills w Los Angeles. W krótkiej ceremonii wzięło udział około 75 żałobników, sporą część stanowiły dzieci. Trzy córki Harry’ego Golda, właściciela agencji artystycznej, która współpracowała z Judith Barsi, odczytały wiersz A Child Of Mine autorstwa Edgara A. Guesta. Miejsce pochówku Jozsefa Barsi jest nieznane.
Pamięci Judith Barsi została zadedykowana piosenka Love Survives z filmu Wszystkie psy idą do nieba, który miał swoją premierę ponad rok po śmierci dziewczynki. Staraniem fanów młodej aktorki 23 sierpnia 2004 na grobie została zainstalowana płyta nagrobna, epitafium głosi: In Memory of the Lovely Judith Eva Barsi „Our Concrete Angel” Yep! Yep! Yep! (pol. Pamięci uroczej Judith Evy Barsi, naszego betonowego aniołka, Tak! Tak! Tak!). Podobną płytę zamontowano 25 stycznia 2005 roku na grobie Marii.

## Filmografia
| Rok                                  | Tytuł                      | Rola                    | Uwagi                                                                                    |
| ------------------------------------ | -------------------------- | ----------------------- | ---------------------------------------------------------------------------------------- |
| Na podstawie Internet Movie Database |                            |                         |                                                                                          |
| 1984                                 | Jessie                     | Katie                   | odcinek Valerie's Turn                                                                   |
| 1984                                 | Fatal Vision               | Kimberly (trzylatka)    | Judith gra w tym miniserialu córkę zamordowaną przez swego ojca                          |
| 1985                                 | Kids Don't Tell            | Jennifer Ryan           | film telewizyjny                                                                         |
| 1985                                 | Czy pamiętasz miłość?      | Kathleen                | film telewizyjny                                                                         |
| 1985                                 | Strefa mroku               | Bertie                  | odcinek A Little Peace and Quiet                                                         |
| 1985                                 | There Were Times, Dear     | Molly Reed              | film telewizyjny                                                                         |
| 1985                                 | The Fall Guy               | mała dziewczynka        | odcinek Escape Claus                                                                     |
| 1986                                 | Remington Steele           | Laurie Beth Piper       | odcinek Suburban Steele                                                                  |
| 1986                                 | Punky Brewster             | Anna                    | odcinki Changes, part 2 & Changes, part 3                                                |
| 1986                                 | Trapper John, M.D.         | Lindsay Christmas       | odcinek Life, Death and Dr. Christmas                                                    |
| 1986                                 | Zdrówko                    | dziecko #1              | odcinek Relief Bartender                                                                 |
| 1986                                 | Cagney i Lacey             | Shauna Bard             | odcinek Disenfranchised                                                                  |
| 1986                                 | The New Gidget             | mała dziewczynka        | odcinek It's Only Rock & Roll                                                            |
| 1986                                 | Oko tygrysa                | Jennifer Matthews       |                                                                                          |
| 1986                                 | Statek miłości             | Anioł Bożego Narodzenia | odcinek The Christmas Cruise: Part 2                                                     |
| 1987                                 | Destination America        | Amy                     | film telewizyjny                                                                         |
| 1987                                 | Morderczy Korowód          | Bean                    |                                                                                          |
| 1987                                 | Szczęki 4: Zemsta          | Thea Brody              |                                                                                          |
| 1987–1988                            | The Tracey Ullman Show     | Karen                   | odcinki 2.3 i 2.17                                                                       |
| 1988                                 | St. Elsewhere              | Debbie Oppenheimer      | odcinek The Abby Singer Show                                                             |
| 1988                                 | ABC Afterschool Special    | Billie Foster           | odcinek A Family Again                                                                   |
| 1988                                 | Pradawny ląd               | Kaczusia (ang. Ducky)   | głos Za tę rolę otrzymała nominację do Fennecus Award w kategorii Best Vocal Performance |
| 1989                                 | Wszystkie psy idą do nieba | Anne-Marie              | głos Ostatnia rola Judith w jej życiu                                                    |
| 1988, 1992                           | Dzieciaki, kłopoty i my    | młoda Carol             | odcinki Graduation Day & The Last Picture Show, part 2 (flashback)                       |